# ميزان الساعة

المُفْلِتَة أو مضبط الانفلات أو ميزان الساعة أو شاكوش الساعة هي أداة في الساعات الميكانيكية التي تنقل الطاقة الجزء الميكانيكي الذي يُحدث الذبذبات في أدوات قياس الوقت. تنقل الحركة الذبذبية الطاقة عبر رقاص أو عجلة اتزان لتعويض الطاقة المفقودة خلال الاحتكاك في دورات الساعة. تتحرك المفلتة بواسطة قوة ناتجة من نابض أو وزن معلّق، منقولة عبر ترس الوقت المتقاطر.
تُستخدم المُفلتات أيضًا في تقانات أُخَر غير الساعات. استخدمت الآلة الكاتبة المُفلتة لتخطي الحامل أثناء كتابة كل حرف (أو مسافة). أما من الناحية التاريخية فقد استخدمت المُفلتات التي يحركها السائل لتصميم مغسلة في اليونان القديمة والعالم الهلنستي وخاصة في مصر البطلمية، في حين أن المُفلتات المائية المدفوعة بالسائل طبقت صناعة الساعات التي بدأت في عهد سلالة تانغ الحاكمة في الصين وبلغت ذروتها خلال عهد سلالة سونغ الحاكمة.